# Instant Mom
Instant Mom (no Brasil Mamãe Instantânea) é um sitcom americano desenvolvido por Howard Michael Gould e estrela por Tia Mowry-Hardrict como uma madrasta de três crianças ao lado de seu marido. A série vai ao ar no Nick at Nite e estreou entre 29 de setembro de 2013 a 19 de dezembro de 2015. Em 22 de novembro de 2013, a série foi renovada para uma segunda temporada de 20 episódios. 
Estreou no sinal espanhol, em 15 de junho de 2015, na Nickelodeon. A série iria ser transmitida também no Brasil, no entanto foi cancelada sua estreia no país. 

## Enredo
Stephanie Phillips é uma blogueira de alimentos e do partido da menina, que tem a tonificar drasticamente seu estilo de vida quando ela se casa com Charlie Phillips, um homem mais velho com três filhos. Ela agora tem que ser uma mãe para a filha de Charlie adolescente, Gabrielle, e seu grau filhos em idade escolar, Tiago e Aaron. Stephanie tem que aprender rapidamente a ser uma madrasta em tempo integral com a ajuda de sua mãe dominadora, Maggie, enquanto tenta manter sua vida social ativa.

## Elenco

### Elenco principal
- Stephanie Phillips (Tia Mowry-Hardrict)
- Charlie Phillips (Michael Boatman)
- Maggie Turner (Sheryl Lee Ralph)
- Gabrielle "Gabby" Beatrice Phillips (Sydney Park)
- Aaron Phillips (Damarr Calhoun)

## Episódios
| Temporadas | Temporadas | Episódios | Exibição Original      | Exibição Original      | Exibição na America Latina | Exibição na America Latina |
| Temporadas | Temporadas | Episódios | Estreia de temporada   | Final de temporada     | Estreia de temporada       | Final de temporada         |
| ---------- | ---------- | --------- | ---------------------- | ---------------------- | -------------------------- | -------------------------- |
|            | 1          | 23        | 29 de setembro de 2013 | 12 de junho de 2014    | 15 de junho de 2015        | 3 de agosto de 2015        |
|            | 2          | 16        | 2 de outubro de 2014   | 3 de junho de 2015     | 22 de julho de 2015        | 28 de maio de 2016         |
|            | 3          | 26        | 19 de setembro de 2015 | 19 de dezembro de 2015 | 4 de junho de 2016         | 30 de dezembro de 2016     |